# 54 Dywizja Strzelców
54 Dywizja Strzelców – związek taktyczny piechoty Armii Czerwonej okresu wojny domowej w Rosji i wojny polsko-bolszewickiej.

## Formowanie i walki
Sformowana latem 1919 walczyła nad północną Dźwiną, nad jeziorem Onega i w rejonie Archangielska. Od czerwca 1920 w składzie 15 Armii wzięła udział w drugiej ofensywie Tuchaczewskiego. Podczas bitwy nad Autą przerwała front polskiej VII Brygady Piechoty Rezerwowej, opanowała Głębokie i rozwinęła natarcie na północ od linii kolejowej Głębokie – Mołodeczno. W sierpniu w składzie 4 Armii walczyła nad Wkrą między innymi w rejonie Sochocina i pod Małużynem. 
1 sierpnia 1920 dywizja liczyła w stanie bojowym piechoty 7242, a kawalerii 208 żołnierzy. Na uzbrojeniu posiadała 136 ciężkich karabinów maszynowych i 32 działa. 
17 sierpnia pod Sarbiewem została wymanewrowana przez 9 BJ i nie zdążyła na pole bitwy pod Płońskiem. Było to jedną z przyczyn klęski 18 Dywizji Strzelców. Podczas odwrotu Armii Czerwonej przekroczyła granicę Prus Wschodnich i została internowana. Resztki dywizji uszły za Niemen i zostały włączone do 18 Dywizji Strzeleckiej.

## Dowódcy dywizji
- W.D. Cwietajew (XII 1919 – X 1920)

## Struktura organizacyjna
Skład w sierpniu 1920:
- 160 Brygada Strzelców
  - 478 pułk strzelców
  - 479 pułk strzelców
  - 480 pułk strzelców
- 161 Brygada Strzelców
  - 481 pułk strzelców
  - 482 pułk strzelców
  - 483 pułk strzelców
- 162 Brygada Strzelców
  - 484 pułk strzelców
  - 485 pułk strzelców
  - 486 pułk strzelców